# Sam Burton
Samuel „Sam“ Burton (* 10. November 1926 in Swindon; † 8. Oktober 2020 in Caerphilly) war ein englischer Fußballspieler. Der Torhüter verbrachte seine gesamte Karriere bei Swindon Town und absolvierte dabei fast 500 Pflichtspiele.

## Karriere
Burton verließ 14-jährig die Schule und arbeitete Anfang der 1940er Jahre beim Flugzeughersteller Short Brothers in South Marston, das Unternehmen wurde wenig später von Vickers-Armstrongs übernommen. 1945 stand er mit einer Jugendauswahl des Countys Wiltshire im Finale um den FA County Youth Cup, das gegen Staffordshire verloren ging. Im Juni 1945 wurde Burton von Louis Page als Teilzeitprofi zum örtlichen Profiklub Swindon Town geholt, der Spielbetrieb des Klubs ruhte seit 1940, weil das Stadion County Ground für die Dauer des Zweiten Weltkriegs vom War Office beansprucht wurde.
Burton selbst leistete zu diesem Zeitpunkt bereits seinen Militärdienst im Kohlebergwerk Nine Mile Point Colliery im South Wales Valleys als sogenannter Bevin Boy ab. Im August 1945 kam Burton im ersten Spiel Swindons nach dem Zweiten Weltkrieg, einer 1:4-Heimniederlage gegen Exeter City, zum Einsatz und stand auch im ersten FA-Cup-Spiel, einem 1:0-Hinspielsieg gegen die Bristol Rovers im Tor. Bis zu seiner Entlassung aus dem Militärdienst im Frühjahr 1948 waren seine Einsätze in der Football League Third Division South durch dessen Ableistung limitiert. Noch im März 1948 stieg er zum Profi auf und befand sich die nächsten Jahre im Konkurrenzkampf mit Frank Boulton und anschließend mit dem nordirischen Nationalkeeper Norman Uprichard. Dabei verlor er das Duell mit Uprichard zur Saison 1951/52, erst nach dessen Transfer übernahm er Anfang November 1952 die Position im Tor dauerhaft.
Burton verfügte über einen extrem langen Abwurf, mit dem er den Ball präzise ins Mittelfeld brachte und so Angriffe einleitete. Im November 1955 wurde er zudem als Torhüter charakterisiert, der „außergewöhnlich stark [ist], mit einem guten Abschlag, er taucht bei Flachschüssen gut ab.“ Zudem war er Teil mit George Hudson Teil einer körperlich kräftigen Defensive bei Swindon, ihm wurde nachgesagt problemlos einen Billardtisch anheben zu können. Buchautor Dick Mattick beschreibt Burton retrospektiv als Torhüter, der „dazu neigte großartige Paraden mit Schuljungenfehlern zu kombinieren“.
Sportlich waren die folgenden Jahre weitestgehend ernüchternd, von 1950 bis 1957 platzierte sich das Team durchgehend in der unteren Tabellenhälfte. Nachdem der Klub die gesamte Saison 1955/56 ohne Cheftrainer bestritten hatte, rutschte das Team auf den letzten Tabellenplatz ab und musste sich zur Wiederwahl um den Ligaverbleib, ein Prozedere, das sich in der Spielzeit 1956/57 als Tabellenvorletzter wiederholte. Auch im FA Cup waren Erfolgserlebnisse rar. Im Januar 1953 erhielt er trotz einer 0:7-Zweitrundenniederlage im FA Cup beim Erstligisten Manchester City in Anerkennung seiner Leistung den Spielball mit den Unterschriften der Manchester-City-Spieler; der einzige Viertrundeneinzug (Sechzehntelfinale) unter Beteiligung Burtons gelang im FA Cup 1955/56, dort scheiterte man beim Erstligisten Charlton Athletic mit 1:2.
Am Ende der Saison 1957/58 wurden die drittklassigen Nord- und Südstaffeln zu einer eingleisigen Third Division und der viertklassigen Fourth Division zusammengelegt und Swindon gelang es, sich erstmals nach sieben Jahren aus den unteren Tabellenregionen zu lösen. Lange Zeit im Aufstiegsrennen, platzierte sich der Klub letztlich auf dem vierten Tabellenrang und qualifizierte sich damit für die Third Division. In dieser kam man die folgenden Jahre nicht über Plätze im Tabellenmittelfeld hinaus. Unter Bert Head, der im Oktober 1956 neuer Cheftrainer wurde, wurde die Mannschaft kontinuierlich verjüngt. Als dies ab der Saison 1960/61 augenscheinlich wurde, trug das Team bald in Anlehnung an Manchester Uniteds „Busby Babes“ den Spitznamen Bert’s Babes. Ende 1960 war Burton in mehreren Partien neben Mittelläufer Maurice Owen der einzige Spieler in der Aufstellung, der älter als 20 Jahre war. Gemeinsam mit dem ebenfalls langjährig bei Swindon aktiven Owen hatte Burton auch den Ruf als Mannschaftsclowns, die Mitspieler mit eimerweise Wasser überschütteten oder deren Fußballschuhe an den Boden nagelten.
Im Mai 1961 wurde Burton als Dank für seine langjährigen Dienste ein „Benefit Match“ zuteil, die Einnahmen aus dem Freundschaftsspiel gegen die Blackburn Rovers gingen an ihn und seinen Mitspieler Freddy Thompson. Kurz zuvor musste er ein unrühmliches Spiel miterleben: das letzte Auswärtsspiel der Saison 1960/61, eine 1:6-Niederlage bei Port Vale, wurde von Jimmy Gauld, der später wegen Spielmanipulationen zu einer mehrjährigen Gefängnisstrafe verurteilt wurde, und weiteren Mitspielern mutmaßlich absichtlich herbeigeführt. Letztmals stand Burton im November 1961 bei einer 0:3-Pokalniederlage gegen den Non-League-Klub Kettering Town auf dem Platz, bevor er von Mike O’Hara abgelöst wurde und ihn wenig später eine Schulterverletzung zur Beendigung seiner Laufbahn zwang. Mit 463 Ligaeinsätzen bestritt er nach John Trollope (770) und Owen (555) die drittmeisten Ligapartien für Swindon, seine 495 Pflichtspieleinsätze für Swindon werden zudem von Torhüter Fraser Digby (505) überboten.
Nach seiner Fußballerkarriere betrieb er eine Fernfahrerkneipe im nahe von Swindon gelegenen Lyneham. Seinen Ruhestand verbrachte er im walisischen Gwent, wo er seine Frau kennengelernt hatte, mit der er 2009 61 Jahre verheiratet war. Im Oktober 2018 nahm er an einem Ehemaligen-Treffen von Swindon Town teil. Burton litt in seinen letzten Lebensjahren an Demenz, er erlag im Oktober 2020 93-jährig einer zwölf Wochen zuvor diagnostizierten Krebserkrankung.